# Chùa Phật Tích (Viêng Chăn)
Chùa Phật Tích tại thành phố Viêng Chăn, Cộng hòa Dân chủ Nhân dân Lào là một phiên bản quốc tế của ngôi chùa Phật Tích nổi tiếng ở tỉnh Bắc Ninh, thuộc khu vực Đồng bằng sông Hồng, miền Bắc Việt Nam.

## Xây dựng
- Ngôi chùa được khởi công từ tháng 4 năm 2008 (Phật lịch: 2551[note 2]) theo kiến trúc truyền thống của Phật giáo Việt Nam, chùa Phật Tích tọa lạc tại đại lộ Naxay, một con phố rất đẹp ở trung tâm thủ đô Viêng Chăn trong một khuôn viên rộng 1.300 m2, trong chùa nổi bật là tòa bảo tháp 7 tầng, trên đỉnh tòa tháp là nơi dựng một bức tượng phật A-di-đà màu vàng. Tổng trị giá xây dựng của công trình là 450.000 USD từ khoản tiền quyên góp của các tăng ni, phật tử, bà con trong cộng đồng kiều bào người Việt tại Lào và các cá nhân, tổ chức hảo tâm khác nhau.[2]
- Sau hơn 2 năm xây dựng, ngôi chùa được khánh thành ngày 19 tháng 11 năm 2010, đến tham dự buổi cắt băng khánh thành chùa hôm đó có Phó Thủ tướng thường trực Chính phủ Lào lúc đó là ông Somsavat Lengsavad, Công sứ Lương Quốc Huy cùng đông đảo bà con phật tử, bà con trong cộng đồng người Việt Nam tại Lào.[3]

## Hoạt động
- Hiện nay, chùa đã là nơi sinh hoạt văn hóa, tâm linh quen thuộc của đông đảo người con đất Việt xa xứ trên đất nước triệu voi; điểm quy tụ, đoàn kết bà con cùng hướng về Tổ quốc thân yêu. Sâu xa hơn chùa còn là nơi gìn giữ, bảo tồn bản sắc và quảng bá văn hóa của dân tộc Việt đến các nước trong khu vực và trên thế giới.
- Tuy có trụ sở ở nước ngoài nhưng mỗi khi trong nước có thiệt hại do thiên tai, bão lũ thì nhà chùa đều đứng ra tổ chức quyên góp, ủng hộ nhằm chung tay góp sức, chia sẻ khó khăn với đồng bào ở quê hương, Tổ quốc. Cụ thể như tháng 10 năm 2016, chứng kiến sự mất mát, thiệt hại to lớn của đồng bào một số tỉnh miền Trung sau trận lũ lụt kinh hoàng, hưởng ứng lời kêu gọi của Trung ương Mặt trận Tổ quốc Việt Nam, nhà chùa đã phát động một phong trào quyên góp trong cộng đồng kiều bào, phật tử người Việt tại Lào với số tiền lên tới hơn 80 triệu kip (tính đến chiều 22/10) và nhiều hiện vật khác để giúp đỡ đồng bào trong nước vượt qua khó khăn.[4]

### Tin tức
- "Phật tử chùa Phật Tích (Vientiane) hướng về miền Trung". ngày 25 tháng 10 năm 2016. Truy cập ngày 6 tháng 11 năm 2016.
- "Chùa Phật tích Vientiane tổ chức Trung thu cho con em kiều bào". ngày 28 tháng 9 năm 2015. Truy cập ngày 6 tháng 11 năm 2016.

### YouTube
- Thăm chùa Phật tích ở Viên Chăn trên YouTube
- Laos: Vientiane - Phat Tich (Vietnamese) Temple trên YouTube